# Escariz
Escariz ist eine Gemeinde (Freguesia) im portugiesischen Kreis (Concelho) von Arouca. In ihr leben 2111 Einwohner (Stand 19. April 2021). Der Fluss Rio Antuã entspringt hier, am Ort Seixeira.

## Kultur und Sehenswürdigkeiten
In der Gemeinde liegt eine Megalithanlage. Die denkmalgeschützten Dolmen (Dólmen da Aliviada, Mamoa 1 da Aliviada, Dólmen pintado de Escariz) gehören zu einer Reihe von Grabstätten, die sich von Sever do Vouga bis Arouca erstreckt.
Weitere Baudenkmäler der Gemeinde sind zwei Steinkreuze und die einschiffige barocke Gemeindekirche Igreja Paroquial de Escariz, nach ihrem Schutzpatron auch Igreja de Santo André.

## Verwaltung
Folgende Orte liegen in der Gemeinde (Freguesia):
| - Abelheira - Aliviada - Alvite de Baixo - Alvite de Cima - Aral - Belide - Caçus - Calvário - Cimo da Inha - Coruto - Coval Quente | - Cruzeiro - Escariz - Figueiredo - Gestosa - Igreja - Inha - Juntas - Lameira Branca - Lameiros - Laranjeira - Leira | - Londral - Nabais - Poças - Seixeira - Vale de Lameiro - Venda da Serra - Vér - Vila Chã - Viso |